# Harri Kirvesniemi
Harri Kirvesniemi (født 10. maj 1958 i Mikkeli, Finland) er en pensioneret finsk langrendsløber, der gennem sin karriere vandt 6 OL og 8 VM-medaljer. På tærsklen til sit karrierestop blev Kirvesniemi i forbindelse med VM i 2001 på hjemmebane i Lahti taget for doping, diskvalificeret og idømt karantæne. Da Kirvesniemi på dette tidspunkt allerede var fyldt 42 år var et karrierestop alligevel planlagt, men skandalen ødelagde meget af den ellers populære finnes eftermæle.

## Resultater
Kirvesniemis største triumf kom ved VM i 1989 i Lahti (samme by som han 12 år senere skulle slutte karrieren i dopingskandalen), hvor han vandt guld på mændenes 15 kilometer. Han er desuden husket for den sjældne bedrift, at have vundet medaljer ved hele fem olympiske vinterlege. Dette skete i 1980 i Lake Placid, 1984 i Sarajevo, 1992 i Albertville, 1994 i Lillehammer og endeligt i en alder af 39 år ved legene i 1998 i Nagano.